# Marienkirche (Bronnweiler)

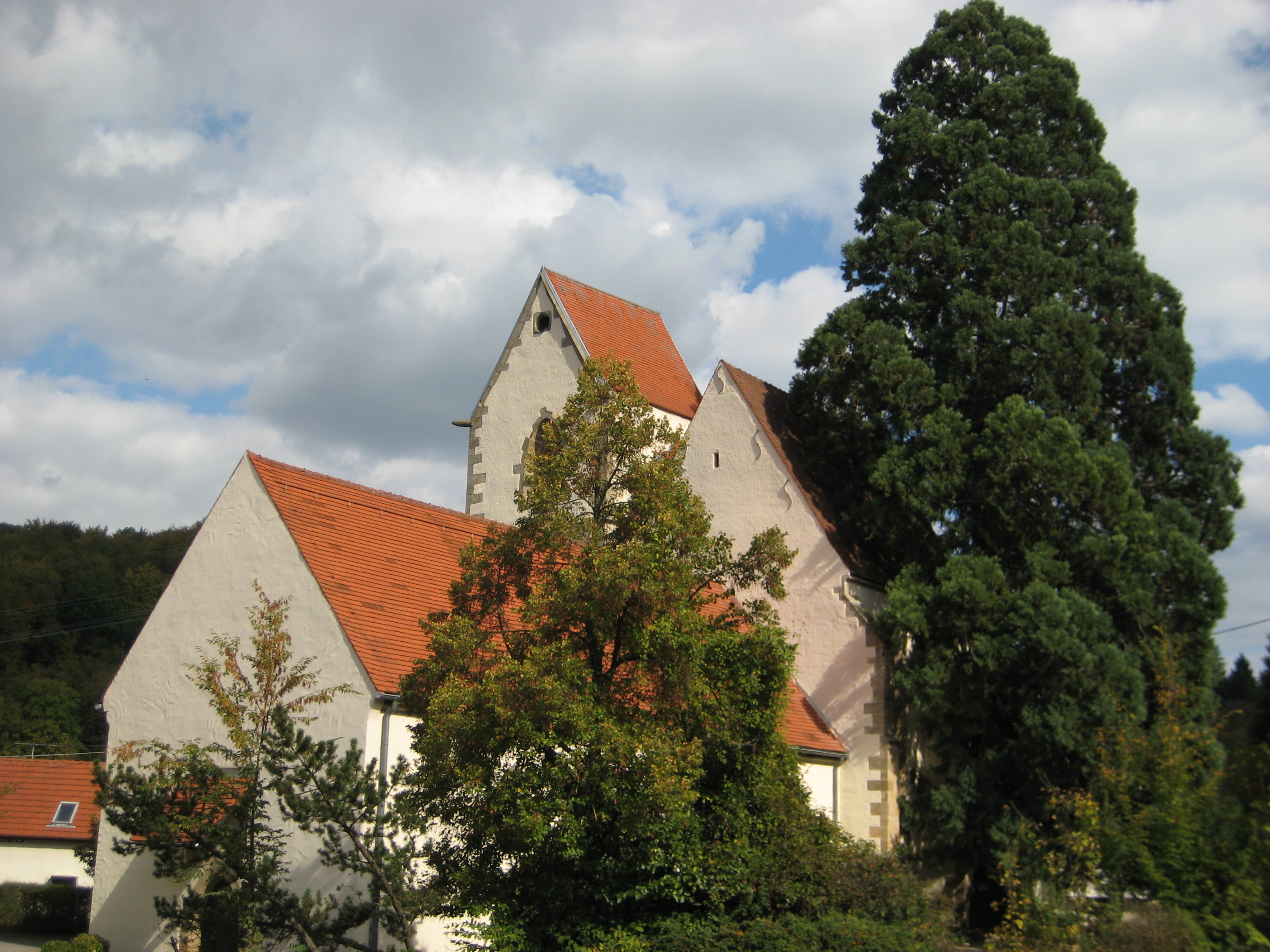
Marienkirche in Bronnweiler

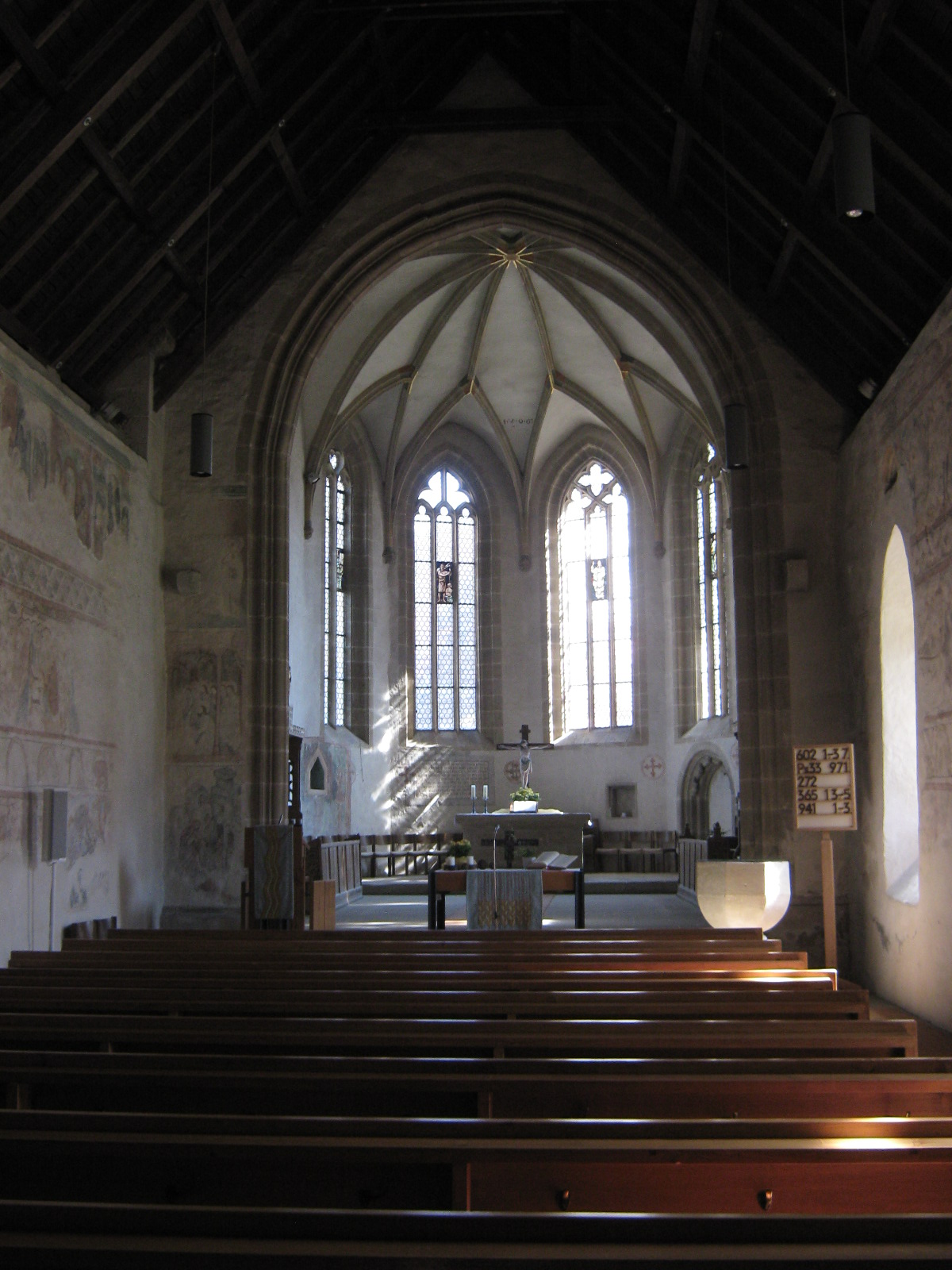
Blick zum Chor

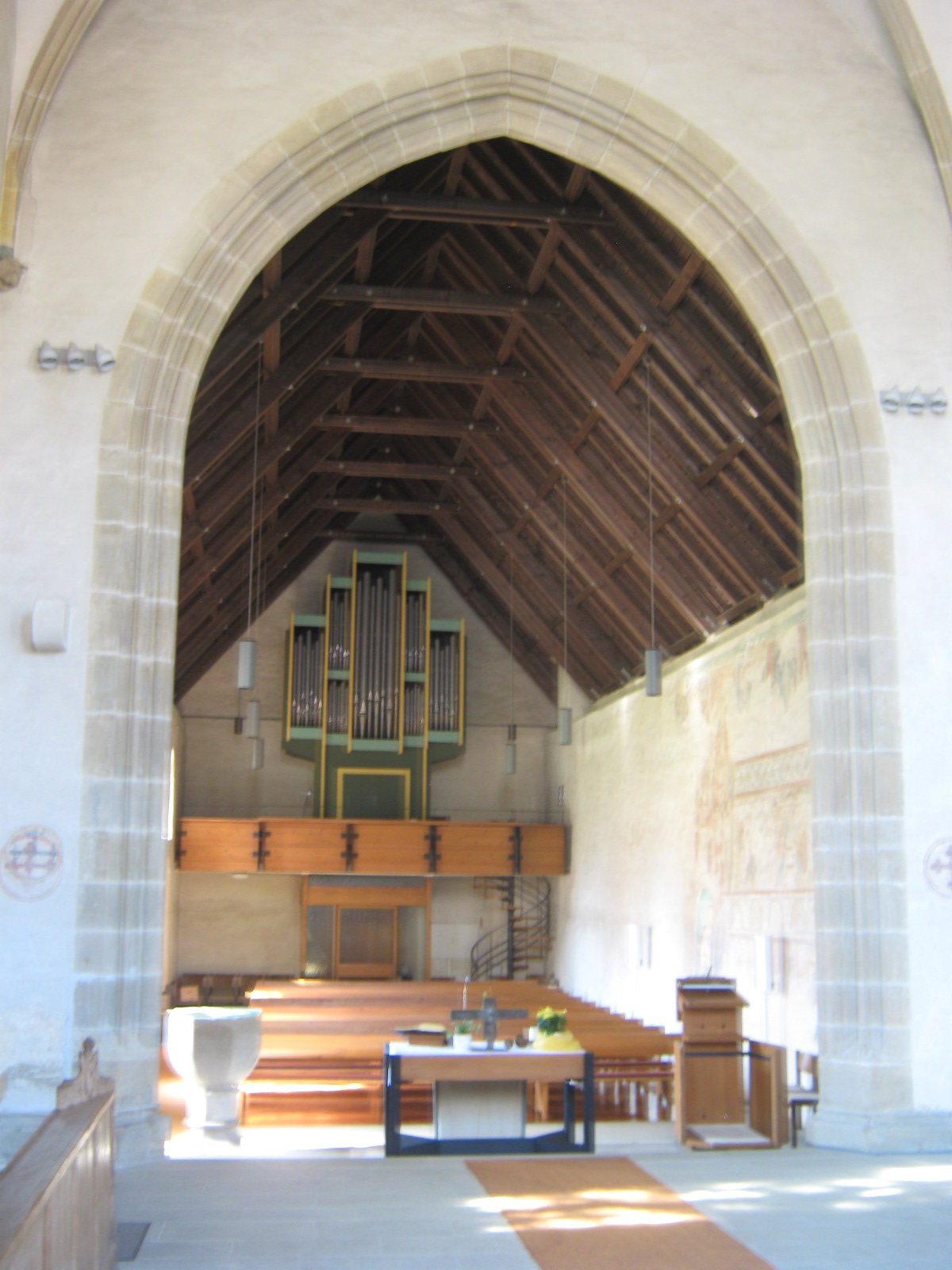
Blick nach Westen zur Orgel

Die evangelische Marienkirche ist eine romanische, gotisch umgebaute Saalkirche im Ortsteil Bronnweiler von Reutlingen im gleichnamigen Landkreis in Baden-Württemberg. Sie gehört zur Evangelischen Kirchengemeinde Bronnweiler im Kirchenbezirk Reutlingen der Evangelischen Landeskirche in Württemberg.

## Geschichte und Architektur
Im Mittelalter war die Kirche eine Wallfahrtskirche Unserer Lieben Frau. Im Jahr 1968 wurden ein hölzerner Vorgängerbau aus dem 8. Jahrhundert und ein steinerner aus dem 9. Jahrhundert durch Grabungen nachgewiesen. Das heutige romanische Kirchenschiff entstammt der Mitte des 12. Jahrhunderts, davon sichtbar sind die Rundbogentür in der Südwand und das Fenster im Westgiebel. Im 14./15. Jahrhundert wurde das Westportal eingebrochen, die übrigen Fenster stammen aus dem 19. Jahrhundert.
Der das romanische Schiff deutlich überragende gotische Chor ist mit Strebepfeilern versehen und wurde nach einer Inschrift am Turmaufgang 1415 begonnen. Er zählt zu den interessantesten Bauwerken des Neckarlands in der Nachfolge der schwäbisch-böhmischen Parler-Familie, die vor allem am Münster in Schwäbisch Gmünd tätig war. Der weite lichte Raum besteht aus einem querrechteckigen Langjoch und einem selten vorkommenden polygonalen Schluss aus sechs Seiten eines Zehnecks, der mit einem kuppelartigen Sterngewölbe abgeschlossen ist. Die gekehlten Rippen des Gewölbes setzen über kurzen Diensten auf Maskenkonsolen an.
Der nördlich des Chores angebaute, im Kern vermutlich vorromanische Turm erhielt im Jahr 1415 sein heutiges Aussehen. Im unteren Geschoss befindet sich die Sakristei mit einem Kreuzrippengewölbe, deren Tür mit gotischen Eisenbeschlägen versehen ist.
Im romanischen Langhaus bildet ein 1969 eingebauter, offener Dachstuhl den Abschluss.

## Ausstattung
Die bedeutendsten Stücke der Ausstattung, eine Kreuzigungsgruppe und eine Darstellung der Heimsuchung Mariä des Meisters von Bronnweiler, befinden sich heute im Württembergischen Landesmuseum Stuttgart.
Bemerkenswert sind Wandmalereien aus dem 13. bis 15. Jahrhundert, die 1952 freigelegt und 1970 restauriert wurden. Die älteste Schicht mit Szenen aus dem Marienleben ist zwischen einem Zickzack- und einem Rundbogenfries angeordnet und zeigt am östlichen Abschnitt der Nordwand die Verkündigung und die Anbetung der Könige sowie Darstellungen aus der Passion Christi im Süden. Fragmente eines weiteren Zyklus des Marienlebens und der Passion Christi von Heinrich (Haintz) Gretzinger, der auch an der Erhardkapelle in Trochtelfingen und der Kirche in Laiz nachweisbar ist, finden sich an der Nordwand sowie an der nördlichen Chorbogenwand. Aus der gleichen Zeit stammen die Darstellungen der heiligen Barbara und des heiligen Nikolaus im Gewände des Bogenfensters auf der Nordseite und die Rahmenmalerei um die Sakramentsnische mit einer Turmmonstranz.
Das schlichte Chorgestühl und ein Sakristeischrank mit Flachschnitzerei stammen aus der zweiten Hälfte des 15. Jahrhunderts. Ein Vesperbild an der Nordwand mit einem kindhaft kleinen toten Christus im Schoß der Mutter wurde um 1360/1370 geschaffen.
Die Hauptorgel mit 13 Registern wurde 1973 von der Firma Weigle gebaut. Als zweite Orgel existiert eine Truhenorgel von Hoffmann Orgelbau aus dem Jahr 2002 mit drei Registern auf einem Manual.